# Сардинський націоналізм

Традиційний прапор Сардинії

Сардинський націоналізм (сард. Indipendentismu sardu) — соціальний, культурний і політичний рух у Сардинії, спрямований на сприяння захисту навколишнього середовища острова та на відновлення сардинської культури. Окрім того, рух має на меті надання Сардинії більшої автономії або навіть незалежності від Італії.
Сардинський рух має свої витоки в лівій частині політичного спектра. Спроби національного самовизначення Сардинії протиставляють італійським націоналізму та фашизму.
Протягом багатьох років з'являлися сардинські партії різних ідеологій. Перші дві партії — «Сардинська партія дії» (сард. Partidu Sardu, PSd'Az) та «Сардинська ліга» (сард. LS) — утворились між Першою та Другою світовими війнами.
«Сардинська партія дії» була досить впливовою в 1920-х (наприклад, набрала 36% голосів виборців у 1921 році на регіональних виборах) та 1940-х роках (наприклад, набрала 14,9% голосів виборців у 1946 році на загальних виборах). У 1980-х роках повернулась до політичного життя, затвердивши себе як головний націоналістичний рух у Сардинії. 1984 року на регіональних виборах партія отримала більше 20% голосів у двох великих містах, а також загалом 13,8% по країні. Завдяки цьому президентом Сардинії став сардист Маріо Меліс (з 1984 по 1989 роки). Цей результат станом на 2014 рік не був подоланий жодною націоналістичною партією.

## Опис
Сардинський націоналістичний рух станом на 2010-ті роки розрізнений та необ'єднаний. Він складається в основному з декількох місцевих низових організацій, що діють по всьому острову. Вони не мають єдиного координаційного центру. Крім того, різні націоналістичні підгрупи часто не мають єдиної позиції з багатьох питань.
Рух сардинського націоналізму є мирним, його учасники не підтримують насильницькі революції. Досягнення своїх цілей відбувається в рамках демократичних процесів. Однак у історії були винятки. Вони були пов'язані із сепаратистськими тенденціями. Відзначають три основні такі події. Перша — італійський комуніст Джанджакомо Фельтринеллі у 1968 році запланував перетворити Сардинію в «Кубу Середземномор'я» та «звільнити її від колоніалізму». Він налагодив контакти з кількома місцевими націоналістичними угрупованнями. Намагання зміцнити рух за незалежність Сардинії через бойовиків, розділених на соціалістичну сард. Fronte Nazionale de Liberazione de sa Sardigna (FNLS) і праву сард. Movimentu Nazionalista Sardu (MNS), була зведена нанівець італійською секретною військовою розвідкою. Друга подія відбулася у 1980-х роках. Тоді був розроблений секретний план «сепаратистської змови». Його створили ймовірно місцеві активісти, які спробували досягти незалежності острова у співпраці з Лівією. Третя подія — низка вибухів, найпомімнішим з яких був замах на Сільвіо Берлусконі у 2004 році під час його візиту до Порто Ротондо (Ольбія) з Тоні Блером. Відповідальність взяла невідома сепаратистська група бойовиків, яка після того станом на 2014 рік не заявляла про себе.
У 2014 році ще одна група боротьбистів за незалежність розпочала кампанію під назвою «Кантонмаріттімо» (сард. Cantonmarittimo). Її суть — досягти незалежності Сардинії шляхом її приєднання до Швейцарії як кантона.

## Політична підтримка
За даними опитування, проведеного на замовлення Університету Кальярі у співпраці з Единбурзьким університетом, 40% сардинців підтримує незалежність Сардинії, у той час як 48% воліли би мати більшу автономію у складі Італії; тільки 12% населення буде задоволене залишатися частиною Італії без будь-яких статусів «суверенітету» для країни. Ці статистичні дані були оприлюднені Карлом Пала, професором політології в Університеті Сассарі. Однак, електоральна підтримка завжди була набагато менша. Окрім того, націоналістичний рух станом на 2010-ті лишається роздробленим на велику кількість політичних партій, яким в цілому вдається грати лише другорядну роль у політиці Сардинії. До того ж, варто зазначити, що навіть італійські партії включили деякі націоналістичні елементи в свої політичі партії, таким чином вибудовуючи свого роду «регіоналістський фасад».
На сардинських регіональних виборах у 2014 році, наприклад, участь у виборчій кампанії взяли більше десятка просардинських партій. Однак через кількість та політичну розрізненість партій, вони не змогли здобути стільки місць, на яку спочатку сподівалися. Найбільш помилковою вважають тактику партії «Проект Республіка Сардинія». Незважаючи на те, що разом націоналісти узяли близько 26% (не включаючи партію «Сардинські реформатори» та інші окремі партії, що не є повністю сардистами або є навіть прихильниками автономії країни), вони взяли лише вісім місць у місцевому парламенті Сардинії.